# Isorropus romani
Isorropus romani là một loài bướm đêm thuộc phân họ Arctiinae, họ Erebidae.